# Citharacanthus longipes
Citharacanthus longipes är en spindelart som först beskrevs av F. O. Pickard-Cambridge 1897.  Citharacanthus longipes ingår i släktet Citharacanthus och familjen fågelspindlar. Inga underarter finns listade i Catalogue of Life.